# Ratusz w Suboticy
Ratusz w Suboticy – siedziba władz miejskich Suboticy. Budynek ulokowany jest na Placu Wolności w ścisłym centrum miasta. Gmach ten jest jednym z cenniejszych zabytków architektury secesyjnej zarówno w Wojwodinie, jak i w całej Serbii.

## Historia
W 1907 roku rozpisany został konkurs na wybudowanie nowej siedziby władz Suboticy, która miała zastąpić stary, blisko osiemdziesięcioletni budynek ratusza. Przetarg ten wygrany został przez projekt dwóch budapesztańskich architektów - Marcella Komora i Jakaba Dezső. Zaproponowali oni wzniesienie potężnego secesyjnego gmachu z wysoką na 76 metrów wieżą. Budowę rozpoczęto się w 1908 roku. Dwa lata później ratusz został oddany do użytku, natomiast w 1912 roku zakończono ostatnie prace wykończeniowe. 

## Architektura
Ratusz jest największą budowlą na terenie Suboticy. Powierzchnia użytkowa tego obiektu wynosi 16 000 metrów kwadratowych. Długość ratusza wynosi 105 metrów, a szerokość 55,5 metra. Taras widokowy znajduje się na 45,5 metra. Wszelkie ozdoby i ornamenty upiększające gmach ratusza inspirowane są elementami z folkloru i sztuki Węgier. 

## Galeria

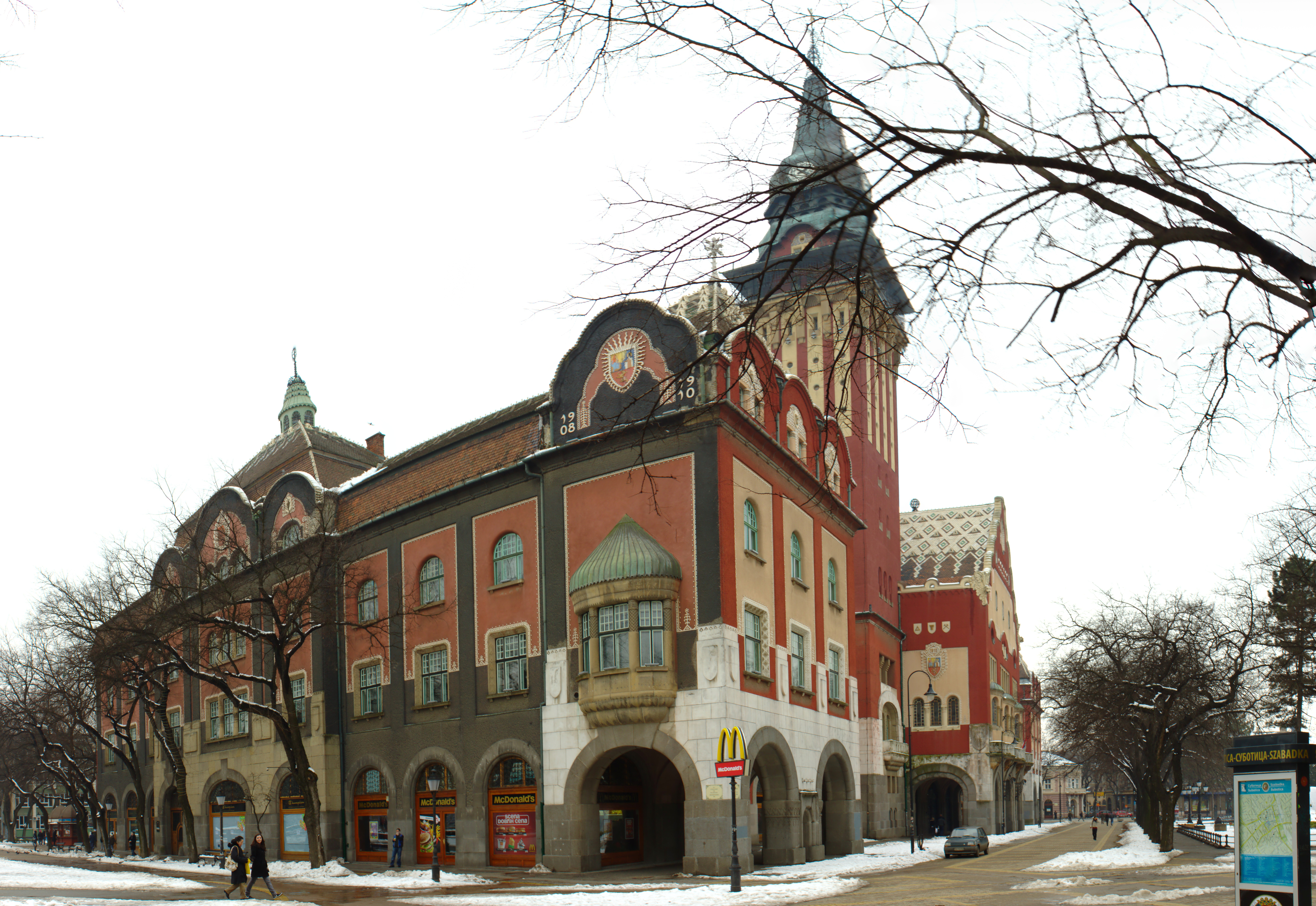
Ogólny widok
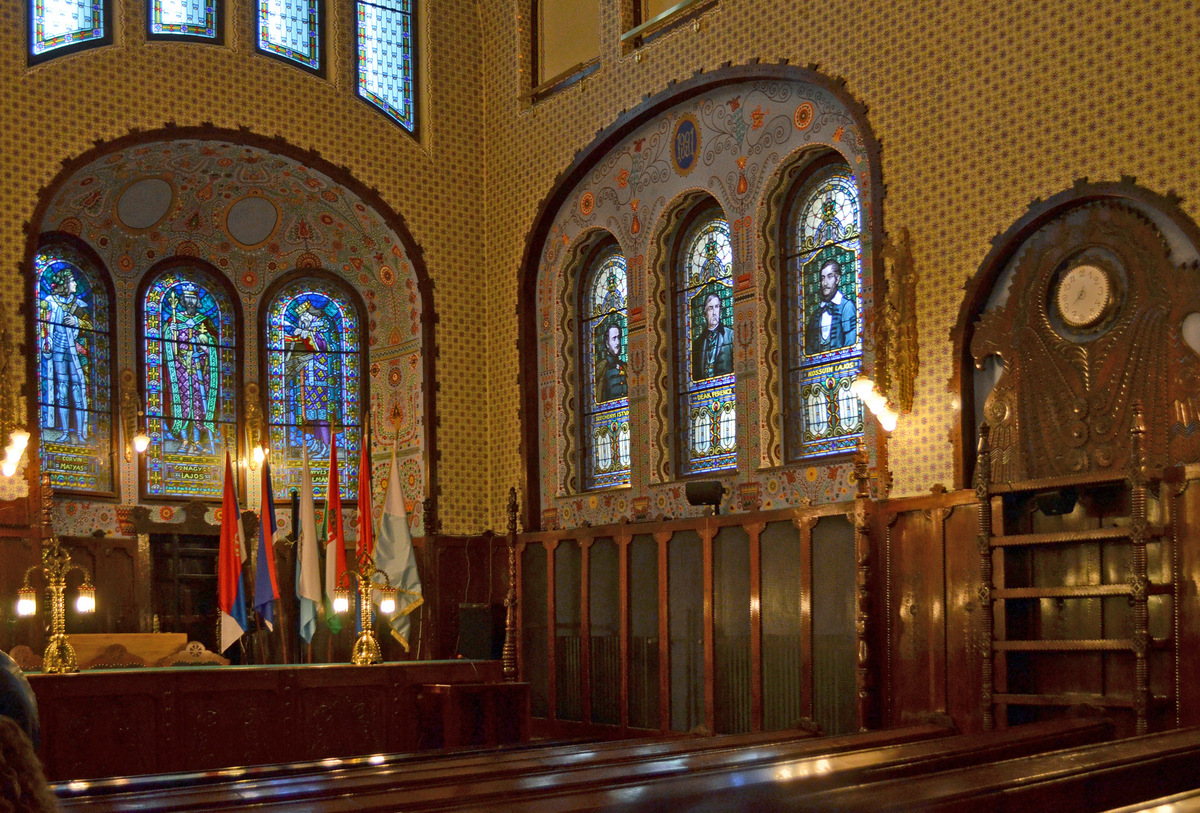
Sala posiedzeń
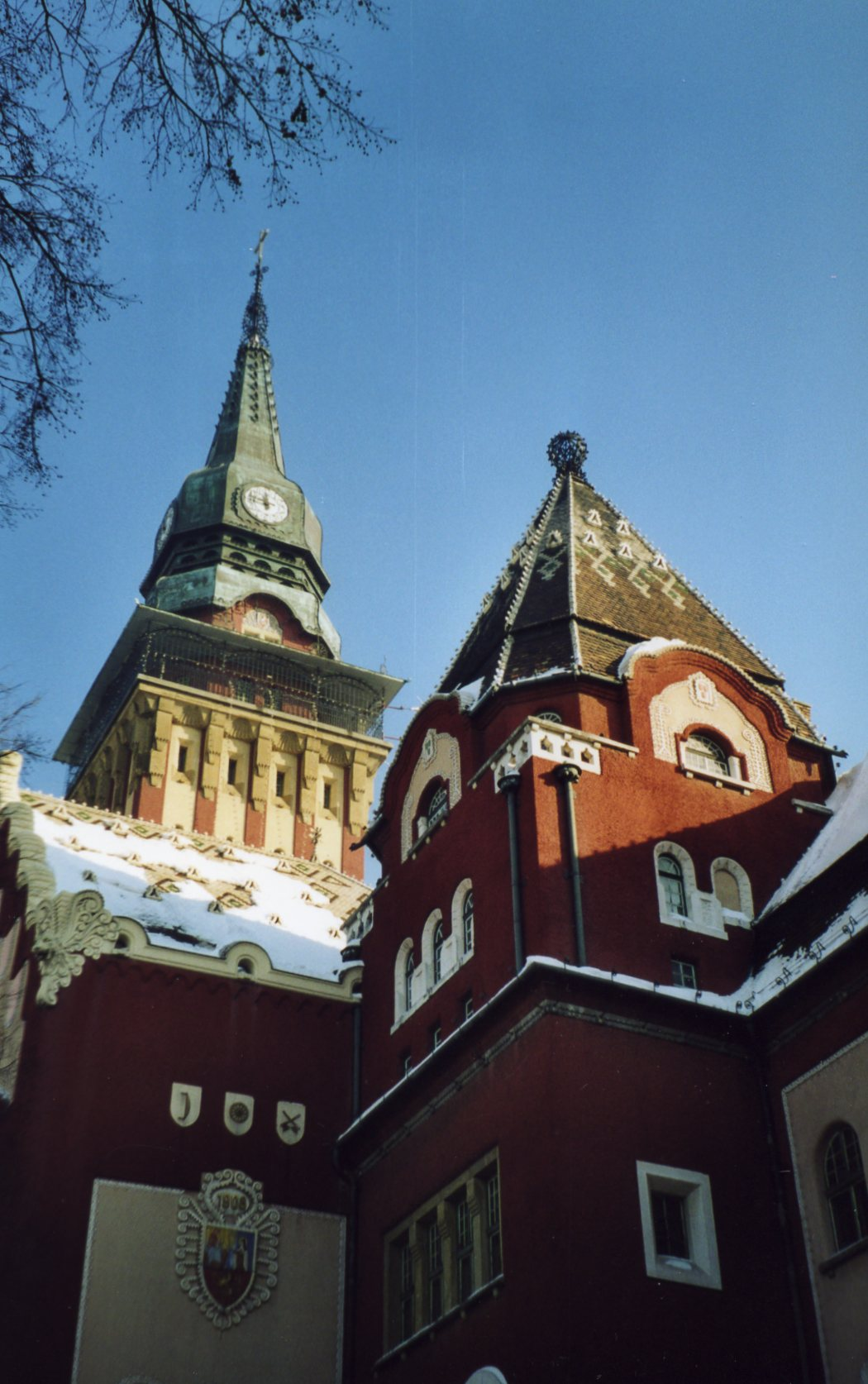
Wieża zegarowa